# Crazy World
Crazy World – jedenasty studyjny album Scorpions wydany w roku 1990.

## Lista utworów
1. "Tease Me Please Me" – 4:44
2. "Don't Believe Her" – 4:55
3. "To Be With You In Heaven" – 4:48
4. "Wind of Change" – 5:10
5. "Restless Nights" – 5:44
6. "Lust or Love" – 4:22
7. "Kicks After Six" – 3:49
8. "Hit Between the Eyes" – 4:33
9. "Money and Fame" – 5:06
10. "Crazy World" – 5:08
11. "Send Me an Angel" – 4:34

## Twórcy albumu
- Klaus Meine – wokal
- Rudolf Schenker – gitara rytmiczna
- Matthias Jabs – gitara solowa
- Francis Buchholz – gitara basowa
- Herman Rarebell – perkusja
- Keith Olsen – producent